# Krapivinskij
Krapivinskij è una cittadina della Russia siberiana meridionale (oblast' di Kemerovo); appartiene amministrativamente al rajon Krapivinskij, del quale è il capoluogo.
Sorge nella parte centrale della oblast', sulla sponda sinistra del fiume Tom'.